# La Granja (Cáceres)
La Granja è un comune spagnolo di 411 abitanti situato nella comunità autonoma dell'Estremadura.